# Anadia bogotensis
Anadia bogotensis — вид ящірок родини гімнофтальмових (Gymnophthalmidae). Ендемік Колумбії.

## Поширення і екологія
Anadia bogotensis мешкають в горах Східного хребта Колумбійських Анд, в департаментах Кундінамарка, Бояка і Сантандер. Вони живуть у вологих гірських і хмарних тропічних лісах та на високогірних луках парамо, на висоті від 2000 до 4100 м над рівнем моря. Відкладають яйця.

## Збереження
МСОП класифікує стан збереження цього виду як близький до загрозливого. Anadia bogotensis загрожує знищення природного середовища.